# Бебі-бум, або Ґоґель-моґель 5
«Бебі-бум, або Ґоґель-моґель 5» (пол. Baby boom, czyli kogel-mogel 5) — польський комедійний фільм 2024 року режисерки Анни Вечур-Блущ. Це п'ята частина серії кінокомедій, започаткованої фільмом «Ґоґель-моґель» (1988). Прем'єра в Польщі відбулася 26 січня 2024 року.

## Сюжет
Пйотрусь разом із дружиною, тещею та Леопольдом переїжджають до нового будинку — історичної садиби. Тим часом Марленка вирішує, що це ідеальний час для пошуку відповідного предка для сім'ї, який би пасував до елегантності їхньої нової резиденції. З іншого боку, Аґнєшка робить успіхи в академічній кар'єрі, але одразу після захисту докторської дисертації вона несподівано виявляє, що вагітна. Коли народжується маленький Куба, починаються проблеми! Пйотрусь супроводжує сестру під час пологів і починає мріяти про власну дитину — на превеликий жах Марленки. Марцін, новоспечений батько, панікує і раптово зникає. І на довершення всього, до Бжузьків приїжджає таємнича жінка, на ім'я Каміла — вона вагітна і шукає Заваду.

## Акторський склад
- Ґражина Блецька-Кольська — Катажина Сольська
- Дорота Сталінська — Гонората, мама Марлени
- Здзіслав Вардейн — Мар'ян Воланський
- Маріан Опаня — Леопольд Капуста
- Нікодем Розбіцький — Марцін Завада
- Александра Гамкало — Аґнєшка Воланська
- Мацей Закосьцельний — Пйотр Воланський
- Катажина Скжинецька — Марлена Воланська
- Віктор Зборовський — староста Зиґмунт Мацеяк, давній очільник ґміни
- Малґожата Рожнятовська — Зоф'я Ґождзікова
- Барбара Зелінська — пані Галинка
- Войцех Солаж — головний констебль Тадеуш, поліціянт із Бжузків
- Йоанна Ярмолович — молодша аспірантка Івона Заб, поліціянтка з Бжузків
- Маю Ґралінська Сакай — Мері
- Даріуш Точек — священник
- Катажина Колечек — медсестра
- Пауліна Звєж — медсестра
- Анна Луцінська — медсестра
- Бартош Рох Новіцький — художник
- Стефан Кнот — науковець
- Катажина Вучко — Каміла
- Марзена Ґризінська-Чура — акушерка
- Міхал Левандовський — лікар
- Моніка Цецьора — кандидатка
- Вероніка Ясколька — кандидатка
- Сандра Наум — кандидатка
- Зюзанна Предиґєр — Анета
- Кацпер Залевський — бармен
- Маґдалена Поцєха — секретарка
- Мілена Заяц — Кароліна
- Клаудія Лапот — Іґа
- Аґата Гюбнер — Малґожата
- Кшиштоф Щепаняк — Марцель